# راه شاهی

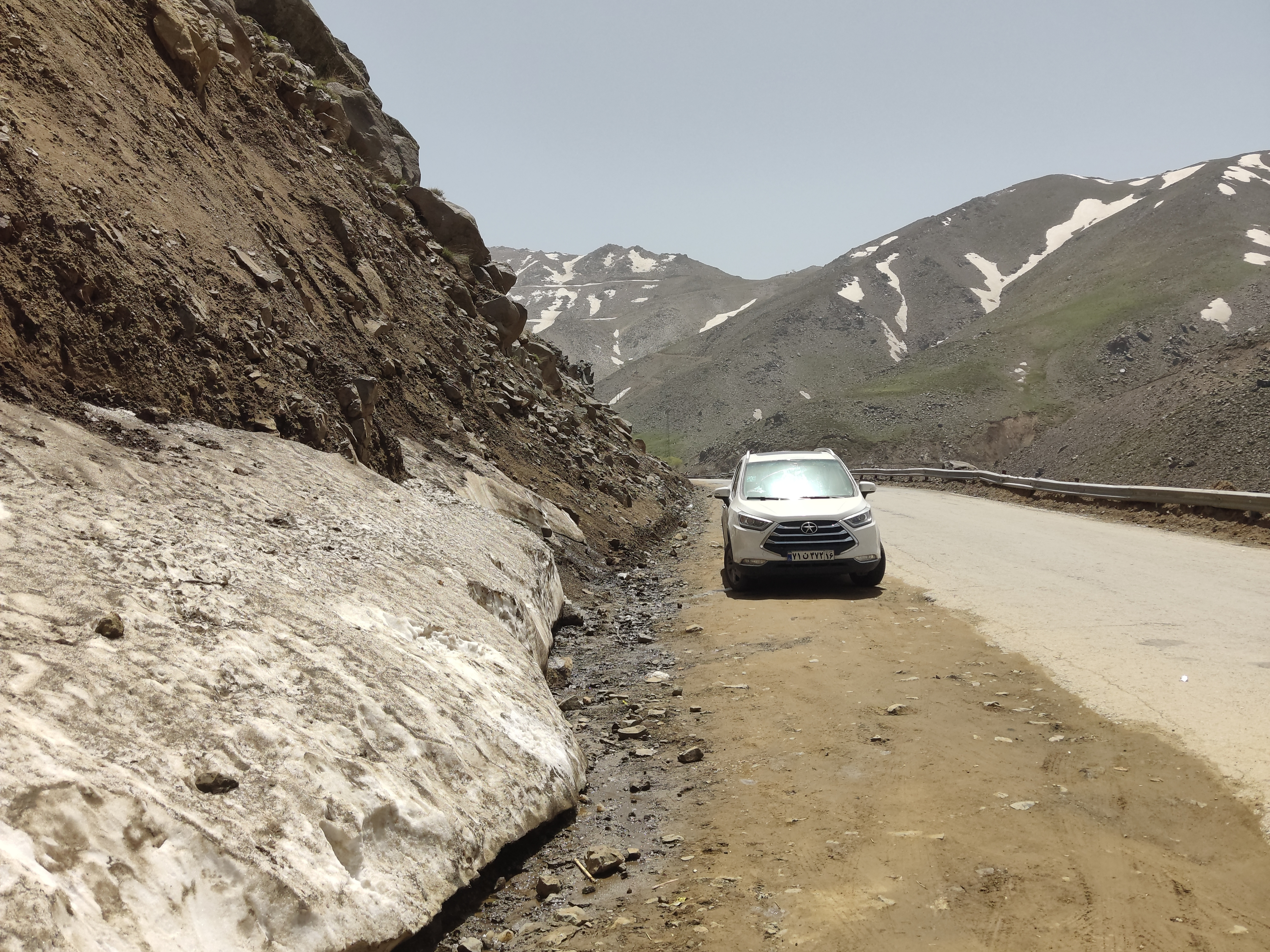
بخشی از جاده شاهی در کوهستان الوند که پایتخت تابستانی هخامنشیان، هگمتانه (همدان امروزی) را به شوش و مناطق غربی شاهنشاهی متصل می‌کرده، این راه اکنون جاده تویسرکان - گنجنامه نام دارد و تنها بخش بازمانده این راه است که همچنان پس از ۲۵۰۰ سال مورد استفاده قرار می‌گیرد

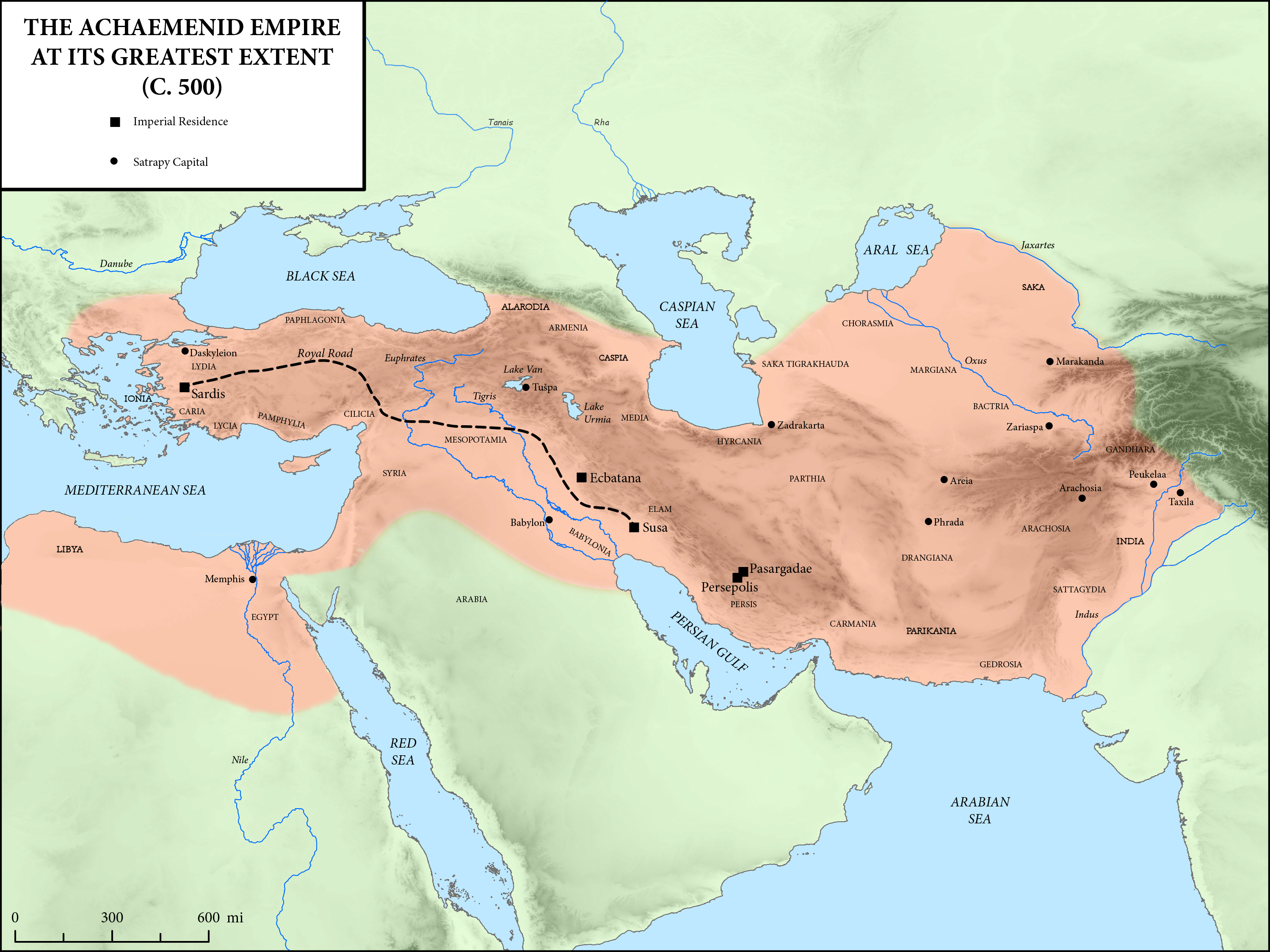
نقشه شاهنشاهی هخامنشی در گسترده‌ترین اندازه خود در دوران داریوش بزرگ، تهیه شده توسط دانشگاه آکسفورد (راه شاهی با نقطه‌چین نشان داده شده)

راه شاهی به فرمان داریوش بزرگ هخامنشی ساخته شد. این شاهراه دارای دو شاخه بوده یکی از پاسارگاد (پایتخت هخامنشیان) و دیگری از هگمتانه (پایتخت تابستانی آنها) که در نزدیکی شوش به هم می‌پیوستند و سپس راه به سوی میان‌رودان و غرب آناتولی ادامه می‌یافت. این جاده اولین جاده بین‌المللی جهان و مدرن‌ترین و امن‌ترین جاده جهان در دوران خود بود.
راه شاهی ۲۶۹۹ کیلومتر (۱۶۷۷ مایل) درازا داشت و حدوداً هر ۲۴ کیلومتر دارای یک توقفگاه بود که ۱۱۱ ایستگاه می‌شد.

## مسیر
مسیر راه شاهی بر اساس نوشته‌های هرودوت، تحقیقات باستان‌شناسی و سایر اسناد تاریخی چنین است: جاده از غرب به شرق از نزدیک دریای اژه در لیدیه شروع ‌شده، و پس از گذر از سراسر آناتولی، از دروازه‌های کیلیکیه به نینوا پایتخت باستانی آشور در شمال میانرودان می‌رسیده، سپس از آنجا به سمت جنوب و بابل می‌رفته و به دو مسیر تقسیم می‌شده، یک مسیر جاده به سوی شمال شرقی و سپس هگمتانه، پایتخت تابستانی هخامنشی می‌رسیده، مسیر دیگری به سمت شرق می‌رفته و پس از گذر از شوش به پاسارگاد پایتخت شاهنشاهی منتهی می‌شده است.

## فرمان احداث راه
پیرامون سال ۵۲۲ پیش از میلاد مسیح، داریوش‌ بزرگ در ایران بر اریکه قدرت تکیه زد و احتمالاً پس از سرکوب شورش‌ها فرمان ساخت یک سلسله جاده‌های پهن و عریض نمود که یکی از آن‌ها راه سلطنتی نام داشت و در زمان خود جزء بهترین شاهراه‌ها محسوب می‌شد. راهی که بعدها توسط امپراتوری رم نیز همچنان مورد استفاده قرار گرفت. کیفیت این راه چنان بالا بود که پیک‌های نامه‌رسان می‌توانستند مسافتی معادل ۲۶۹۹ کیلومتر را تنها در مدت هفت روز بپیمایند. همچنین در این راه چاپارخانه‌های زیادی برای تعویض اسب‌های نامه‌رسان‌ها بود. سربازان نیز در بیشتر جاهای این راه برای برقراری امنیت وجود داشتند. چیزی که کاملاً مشخص می‌باشد و هنوز آثاری از آن باقی است مسیر راه شاهی از پاسارگاد تا شوش می‌باشد. این راه پس از گذشتن از استان فارس به شهرهای بهبهان (ارگان/ارجان)، رامهرمز، جندی شاپور و شوش می‌رسیده‌است. آثاری از این راه در منطقه تنگ خاییز بهبهان همچنان پابرجاست. همچنین پل خیری مه خان بر رودخانه خیرآباد در بهبهان این شهر را به روستای دیل در کهگلویه و سپس اردکان فارس متصل می‌نموده‌است. گفتنی است زبان مردم این سه منطقه علی‌رغم کثرت گویش لری در کل منطقه، همچنان بسیار به هم نزدیک می‌باشد و پس از گذشتن سالیان متمادی نشان از ارتباط این مناطق باستانی می‌باشد.
ما فقط دربارهٔ دو انتهای راه، شوش و سارد، اطمینان داریم. دو نظر دربارهٔ مسیر راه شاهی در آناتولی (ترکیه) وجود دارد: مسیر شمالی که بر اساس روایت هرودوت از رودخانهٔ هالیس می‌گذشته‌است و مسیر جنوبی که خط سیر معمول تری را در نظر می‌گیرد که در دوره‌های پسین تر از آن استفاده می‌کرده‌اند.ویلیام رمزی بزرگ‌ترین متخصص باستان‌شناسی آناتولی از مسیر شمالی حمایت کرده‌است که امروزه نیز طرفداران بسیار دارد.